# クリムゾン/レッド
『クリムゾン/レッド』（『Crimson/Red』）は英国のバンド、プリファブ・スプラウトの9作目のスタジオ・アルバム。英国で2013年10月7日に発売された。
ラジオ番組「BBCラジオ6ミュージック」（2013年10月8日）での、グループのリーダー、パディ・マクアルーンのインタビューによると、アルバム・タイトルはマーク・ロスコの作品から取られている。
マクアルーンはライナーノーツで「このアルバムでは僕がすべて演奏して歌ったけれど、過去のプリファブ作品があったからこの作品も聴いてもらえる」として、プロデューサーのトーマス・ドルビー、弟で元メンバーのマーティン・マクアルーンらに謝辞を示した。

## 収録曲
作詞・作曲・演奏はすべてパディ・マクアルーン。
1. ザ・ベスト・ジュエル・シーフ・イン・ザ・ワールド - The Best Jewel Thief in the World – 3:51
2. リスト・オブ・インポッシブル・シングス - List of Impossible Things – 3:43
3. アドレッセンス - Adolescence – 4:27
4. グリーフ・ビルト・ザ・タジ・マハール - Grief Built the Taj Mahal – 3:28
5. デヴィル・ケイム・ア・コーリング - Devil Came a Calling – 3:41
6. ビリー - Billy – 4:37
7. ザ・ドリーマー - The Dreamer – 6:01
8. ザ・ソング・オブ・ダニー・ゴールウェイ - The Songs of Danny Galway – 3:48
9. オールド・マジシャン - The Old Magician – 2:51
10. ミステリアス - Mysterious – 4:22

## 批評家の反応
雑誌『モジョ』は4つ星をつけ、「ダラムの至高の歌職人のうれしい帰還だ」と評した。
日刊紙『ガーディアン』も四つ星をつけ、「魅惑的で明快で洗練されている」と評価した。

## チャート
アルバムはチャートに15位で登場し、『アンドロメダ・ハイツ』（1997年）以来、最高の成功を収めた。
スウェーデンで21位、ノルウェーで10位、アイルランドでは40位（インディーズ・チャートでは9位）、ドイツでは、プリファブ・スプラウト史上最高の42位、ベルギーのフランダース地方で83位、スイスで92位を記録した。

## 参照
1. ↑  “Prefab Sprout | Crimson/Red”.   Prefabsproutalbum.com (2013年10月7日). 2013年10月15日閲覧。
2. ↑  Eccleston, Danny (2013年10月7日). “Prefab Sprout – Crimson Red | MOJO”.   Mojo4music.com. 2013年10月15日閲覧。
3. ↑  Phil Mongredien (2013年10月6日). “Prefab Sprout: Crimson/Red – review | Music | The Observer”.   Theguardian.com. 2013年10月15日閲覧。